# Out 1: Noli me tangere
Out 1 : Noli me tangere to francuski film w reżyserii Jacques'a Rivette'a i Suzanne Schiffman, wydany w 1971 roku . Film trwa prawie 13 godzin i podzielony jest na osiem części trwających około 90–100 minut każda. Film inspirowany jest Komedią ludzką Honoré de Balzaca, w szczególności Historią Trzynastu (1833-35) .
Znaczna długość Out 1 pozwala Rivette'owi i Schiffmanowi, podobnie jak Balzacowi, na konstruowanie wielu luźno powiązanych postaci w niezależnych historiach, których wątki poboczne się przecinają, a także na ciągłe odkrywanie nowych postaci z ich własnymi wątkami pobocznymi. Istnieje skrócona wersja filmu, trwająca 4, Out 1 :Spectre, którego podtytuł Spectre został wybrany ze względu na niejednoznaczne i niejasne znaczenie nazwy, podczas gdy podtytuł « Noli me tangere » ( dosł. « Nie dotykaj mnie » w języku łacińskim ) w wersji oryginalnej wyraźnie odnosi się do filmu fabularnego w formie zamierzonej przez Rivette’a.
Eksperymentowanie z równoległymi wątkami pobocznymi było inspirowane dwuczęściowym filmem André Cayatte'a La Vie conjugale (1964), natomiast nakręcenie bardzo długiego filmu po raz pierwszy wypróbował Rivette w L'Amour fou (1969) trwającym 4 godziny i 12 min. Struktura narracji równoległej została później wykorzystana w wielu innych znanych filmach, m.in. w Dekalogu Krzysztofa Kieślowskiego i Trylogii Lucasa Belvaux (2002), na którą składają się zwłaszcza Un couple épatant, Cavale i Après la vie . Każda część zaczyna się od tytułu w formie „od jednego do drugiego" (zwykle wskazujące pierwszą i ostatnią postać widzianą w danym odcinku), po których następuje kilka czarno-białych zdjęć podsumowujących sceny z poprzedniego odcinka, a na końcu pokazana jest ostatnia minuta (w czerni i bieli) ostatniego odcinka, po czym następuje przejście do nowego odcinka (który jest w całości kolorowy).
- Oryginalny tytuł: Out 1:Noli me tangere lub Out 1 lub Out 1:Spectre
- Reżyseria: Jacques Rivette, wspomagany przez Jean-François Stévenina
- Scenariusz: Jacques Rivette i Suzanne Schiffman, na podstawie Historii Trzynastu Balzaca
- Fotografia: Pierre-William Glenn
- Montaż: Nicole Lubtchansky i Carole Marquand
- Muzyka: Jean-Pierre Drouet
- Dźwięk:René-Jean Bouyer
- Produkcja: Barbet Schroeder, Éric Rohmer, Pierre Cottrell, Stéphane Tchalgadjieff, Michel Chanderli, Danièle Gégauff, Gérard Vaugeois, André Astoux
- Wytwórnie produkcyjne: Sunchild Productions, Les Films du losange, CNC, francuskie Ministerstwo Kultury i Komunikacji
- Kraj produkcji: Francja
- Język oryginalny: Francuski
- Format: Kolor i czarno-biały - 1,37:1 - Dźwięk mono - 16 mm
- Gatunek: film eksperymentalny, Dramat
- Czas trwania:
  - Pełna wersja Noli me tangere: 749 minut podzielonych na 8 odcinków:

1. Od Lili do Thomasa (86 min)
2. Od Tomasza do Fryderyka (104 min)
3. Od Fryderyka do Sary (105 min)
4. Od Sarah do Colina (103 min)
5. Od Colina do Pauline (87 min)
6. Od Pauline do Emilie (98 min)
7. Od Emilie do Lucie (95 min)
8. Od Lucie do Marie (71 min)

- Daty wydania:
  - Francja :9 i 10 października 1971 ( Dom Kultury w Hawrze);
  - 27 marca 1974 (wersja skrócona Out 1) :Widmo ) ;18 listopada 2015 (wersja pełna)

## Produkcja

### Tytuł
Tytuł Rivette'a nawiązuje do angielskiego słowa Out, które oznacza „na zewnątrz" — poza modą i przestrzeganiem kanonicznych norm inscenizacji i narracji — w przeciwieństwie do w (w znaczeniu „modny"), wykluczonego w przeciwieństwie do uwzględnionego.
„Dla Jacques'a film nazywa się Out w opozycji, jak sądzę, do In. W tamtych czasach dużo mówiło się o byciu „in”, o byciu „cool”, a on chciał być „out”, co oznaczało: nie należę do was, jestem na zewnątrz. Prawdziwy tytuł filmu, jeśli miałby być przetłumaczony, to na zewnątrz. Mieliśmy poczucie, że naprawdę jesteśmy na zewnątrz, że się wyróżniamy, że nie należymy do czegoś, że jesteśmy osobni. Sam film i sposób, w jaki Jacques go zrealizował, są „osobne”.
Rivette sam potwierdza tę interpretację tytułu w wywiadzie z Williamem Johnsonem z 1975 roku: „Wybrałem Out zamiast modnego słowa In, które było popularne we Francji i które uważałem za idiotyczne. Akcja filmu przypomina serial, który może być kontynuowany w kilku odcinkach, więc nadałem mu numer One. Skrócona wersja przypomina mi odbicie oryginału przez pryzmat, stąd Spectre.”
Cyfra „1” ma więc znaczenie porządkowe; w ówczesnych planach Rivette’a miał powstać dalszy ciąg Out 1, czyli Out 2: „Out 1 nazywa się tak, bo planowaliśmy zrobić Out 2, ale nie udało się znaleźć pieniędzy na kontynuację, w której chciałem wprowadzić postaci wspomniane tylko w Out 1: Pierre, Igor...”
Podtytuł Noli me tangere natomiast wywołuje kontrowersje — nie tyle z powodu interpretacji wyrażenia, co jego pochodzenia. W czołówce filmu widnieje tylko tytuł Out 1, bez podtytułu, a Rivette nigdy nie komentował pochodzenia ani znaczenia Noli me tangere. Według Jonathana Rosenbauma był to rodzaj tymczasowego podtytułu naniesionego na kopię filmu pokazaną w 1971 roku w Hawrze jako niedokończoną wersję. Później, po zmianach pod koniec lat 80., podtytuł został usunięty z filmu, który ukończono z drobnymi poprawkami w latach 1989–1990. Nie ma jednak pewności, czy podtytuł był obecny od początku — Michel Joste, który był obecny na pokazie w 1971 roku i jest obecnie członkiem rady zarządzającej Maison de la Culture du Havre, wspomina, że „w programie i prasie widniał wyłącznie tytuł Out 1”, i wysuwa hipotezę, że „podtytuł Noli me tangere pojawił się przy wersji Spectre, by je odróżnić.”
Według Riviette'a „Dopiero podczas montażu pomyślałem, by tak nazwać film. Bo to naprawdę film o tym, jak postacie poruszają się względem siebie. Zbliżają się do siebie, ale bez dotyku. W filmie jest wiele momentów zbliżenia, ale prawie zawsze są one przerywane. Odmawiamy sobie, cofamy się: Noli me tangere.“ Ale nie należy też traktować tych tytułów zbyt poważnie: „Rzuca się je krytykom, żeby mieli się czym bawić.”

### Czas trwania
Dokładny czas trwania Out 1 jest niepewny. W cytowanych źródłach waha się od 729 do 760 minut, co daje różnicę aż 31 minut. Jedyną znaną różnicą między wersjami jest brak sekwencji pokazującej Colina w stanie szaleństwa. W oryginalnej wersji, pokazanej tylko w Hawrze, film kończy się kryzysem czwórki głównych bohaterów (Pauline, Frédérique, Colin i Thomas). Rivette zdecydował się później usunąć tę scenę, która według relacji Jonathana Rosenbauma (który widział długą wersję Out 1 na festiwalu filmowym w Rotterdamie w 1989) przedstawiała Léauda:
„płaczącego, wyjącego jak zwierzę, uderzającego głową w ścianę, rozwalającego drzwiczki szafki, potem uspokajającego się i podnoszącego harmonijkę. Po wyrzuceniu wszystkich tajnych wiadomości, które próbował rozszyfrować przez większą część serii, zaczyna grać na harmonijce jak w ekstazie, rzuca ubraniami i przedmiotami po pokoju, tańczy jak szaleniec, potem znów gra na harmonijce.”
Rivette potwierdza w wywiadzie z 1974 roku, że „Out kończy się bardzo długą sekwencją, w której każdy aktor załamuje się przed kamerą”, a w 1975 dodaje, że „jest tam scena, w której widać Colina niemal wpadającego w obłęd, uderzającego głową o ścianę.” W wydaniu tego wywiadu, dziennikarz John Hughes zaznacza, że „ta sekwencja została później usunięta przez Rivette’a z pełnej wersji Out 1 pokazanej publicznie w 1989 roku.”
W 1991 roku kopia trwająca 737 minut została zaprezentowana na Berlinale w sekcji Forum. Turigliatto napisał po obejrzeniu tej wersji, że to nowa edycja „z kilkoma dodatkowymi wariantami (jej czas trwania to teraz 773 minuty [sic] i jest podzielona na osiem odcinków).”
Rozbieżności w dokładnym czasie trwania wynikają częściowo z czynnika technicznego. :film został w rzeczywistości nakręcony na taśmie 16 mm z prędkością 25 klatek na sekundę, co jest nietypową prędkością dla kina (została nakręcona na potrzeby telewizji na prośbę ORTF ) i stanowiła dodatkową przeszkodę dla projekcji, ponieważ niewiele projektorów jest przystosowanych do obsługi takiej prędkości. Na przykład na Festiwalu Filmowym w Vancouver w 2006 roku film wyświetlano z szybkością 24 klatek na sekundę, co wydłużyło czas jego trwania  .

### Zdjęcia
Zdjęcia rozpoczęły się w kwietniu 1970 roku i trwały sześć tygodni. Obejmowały m.in. wycieczkę na plażę w Normandii. Duża swoboda, jaką dano aktorom podczas kręcenia filmu, czasami onieśmielała osoby biorące w nim udział.:w jednej ze scen Bernadette Lafont i Bulle Ogier przez kilka minut nie mają sobie nic do powiedzenia, a Rivette mimo to decyduje się zachować ten moment w całości w montażu. W swojej książce „Narzeczona kina ” Bernadette Lafont pisze: „ Bulle również zaczynała się niepokoić, a bliskość kamery podczas testu twarzą w twarz sprawiała, że musiała nieustannie połykać ślinę, zupełnie jak przed egzaminem ustnym." .

## Dystrybucja
Pierwszy pokaz filmu odbył się w Maison de la Culture du Havre w weekend 9 i 10 października 1971 roku. W obliczu odmowy O. R. T. F. , pierwotnego sponsora prac, film został ponownie zmontowany w kolejnym roku w krótszej wersji, 255', zatytułowanej Out 1 :Spectre . Po bankructwie firma produkcyjna Tchalgadjieffa zamknęła działalność, tracąc prawa do filmu Out 1, który w związku z tym przez około dziesięć lat praktycznie został nieznany  .
W 1989 roku firma Sunchild Productions, ponownie założona pod nazwą Sunshine, odzyskała prawa do filmu, które następnie kupił francuski kanał Arte (w wyniku negocjacji prowadzonych przez samego Rivette’a  ). Ostateczna wersja filmu w 1990 r. stała się możliwa dzięki interwencji Gérarda Vaugeois, który pełnił funkcję koproducenta. Po pierwszej projekcji w 1971 roku widzowie musieli czekać 18 lat na drugą, która miała miejsce na Festiwalu Filmowym w Rotterdamie w lutym 1989 roku, a niedługo potem na Festiwalu Filmowym w Berlinie, w sekcji Forum, w lutym 1991 roku. Na tak długi czas oczekiwania wpłynął nie tylko ogólny brak zainteresowania, ale także stan filmu.; Wersja robocza filmu miała ścieżkę dźwiękową oddzieloną od obrazu  i niewiele kin mogło ją pomieścić, co było jeszcze trudniejsze ze względu na jej długość: dlatego trzeba było czekać na wydrukowanie filmu, co nastąpiło po odzyskaniu przez Tchalgadjieffa praw, tak aby można go było łatwiej wyświetlić.
Później tytuł filmu znów zaczął pojawiać się w mediach.; W 1991 roku niemiecki kanał WDR 3 wyemitował wszystkie osiem odcinków, które w tym samym roku wyemitował także francuski kanał kablowy Paris Première, a w 1995 roku niemiecki kanał 3sat  . Jeszcze we Francji, w 1995 roku, ukazała się edycja filmu na kasetach VHS (format SECAM) o łącznej długości 729' , wyprodukowana w limitowanej serii i szybko wyprzedana, dystrybuowana przez Les Films de l'Atalante we współpracy z Ciné Horizon ; Tę samą edycję dystrybuowały w następnym roku Panda Films i Ciné Horizon  .
W 2007 roku film został wyświetlony w paryskim Centre Pompidou podczas retrospektywy Jeu de pistes z udziałem Jacques’a Rivette’a. Japońska premiera filmu odbyła się 5 kwietnia 2008 roku w Instytucie Francusko-Japońskim w Tokio . We Włoszech film wyświetlono 2 czerwca w wersji Out 1 :Spectre, a całość miała miejsce 11, 12 i 13 czerwca 2004 roku w Rzymie, podczas wystawy Jacques Rivette, viaggio in Italia di un metteur en scène zorganizowanej przez Goffredo De Pascale i wyreżyserowanej przez Deepa  .